# いい日旅立ち
「いい日旅立ち」（いいひたびだち）は、1978年11月21日にリリースされた山口百恵の24枚目のシングル。日本国有鉄道（国鉄）が行っていた旅行誘致キャンペーン、およびそのキャンペーンソングとして制作された。

## キャンペーンの概要
1970年9月13日の日本万国博覧会（大阪万博）閉幕後、国鉄は万博に備え製造した車両を有効活用すべく、同年10月1日から「DISCOVER JAPAN（美しい日本と私）」と称した旅行誘致キャンペーンを開始した。駅スタンプを各駅に設置したり、ミニ周遊券を新設するなど、おおむね成功したものとみなされている。
その後、国鉄では1977年1月6日に新たなキャンペーン「一枚のキップから」を開始したが、これが不調であったため、心機一転を図って1978年11月4日から開始されたキャンペーンが「いい日旅立ち」である。企画したのは、当時電通に所属し「DISCOVER JAPAN」も手掛けた藤岡和賀夫。キャンペーンのロゴマークには「DISCOVER JAPAN 2」と併記された。
後述する楽曲の反響もあって同キャンペーンは成功し、1984年2月1日に「エキゾチック ジャパン」キャンペーンが開始されるまで5年3カ月続いた。
なお、「いい日旅立ち」という名称は、楽曲のプロデューサーを務めた酒井政利が考案したものと言われているが、そうではない。電通のプロデューサー藤岡和賀夫が酒井に、歌手は山口百恵で、曲名は『いい日旅立ち』という二つの条件で企画・提案してきたものだった。曲名は、赤字の国鉄にCM費を援助した日本旅行（日旅、国鉄の指定券発券システム「マルス」を使用）と日立製作所（日立、「マルス」や国鉄の鉄道車両を製造）にちなんでいる。

## シングルの概要
当時、山口は阿木燿子・宇崎竜童のコンビによる楽曲が多かったなかで、本作はすでにアルバムでは曲を書いていた谷村新司をシングルで初起用し制作された。累計売上は100万枚（レコード会社調べ）を記録し、累計では山口にとって最大のヒット曲となった（ただしオリコンの集計では53.6万枚で「横須賀ストーリー」に次ぐ2番目となっている）。2005年にNHKが実施した「スキウタ〜紅白みんなでアンケート〜」では紅組10位にランクインされたほか、2007年には日本の歌百選に選ばれている。
結婚式等の祝いの席や卒業式等の旅立ちの席で歌われることが多いが、谷村は「歌詞をよく見てください。この唄は決してそんな祝いの席に歌うような、いい意味の曲ではありません」と語っている。
「スキャンダル（愛の日々）」は、テレビドラマ『人はそれをスキャンダルという』（TBSテレビ）の主題歌。レコードジャケットと裏の歌詞部分には、「TBS系TVドラマ『スキャンダル』テーマ」と表記されているが、これは当初同ドラマのタイトルが『スキャンダル』になる予定だったためである。

### 収録曲
| 全編曲: 川口真。 |                             |            |           |      |
| #                | タイトル                    | 作詞       | 作曲      | 時間 |
| 1.               | 「いい日旅立ち」            | 谷村新司   | 谷村新司  | 4:16 |
| 2.               | 「スキャンダル (愛の日々)」 | 来生えつこ | 川口真    | 4:05 |
| 合計時間:        | 合計時間:                   | 合計時間:  | 合計時間: | 8:21 |

## 楽曲に関するエピソード
- 1986年1月25日発売の谷村のシングル『祇園祭』のB面に、本曲のセルフカバーが収録されている。
- 1984年2月15日放送のテレビドラマ『特捜最前線』（テレビ朝日）の第351話「津上刑事の遺言!」において、挿入歌として使用された。これは350回記念作品の第2弾で、「殉職した津上刑事の遣り残した事件を解決する」という内容であり、離職していた高杉（演：西田敏行）、滝（演：櫻木健一）および死亡している津上（演：荒木しげる）がゲスト出演し、過去のレギュラー刑事が一堂に会するイベント編であった（西田は特別出演）。
- 2006年10月に公開された映画『旅の贈りもの 0:00発』では、中森明菜によるカバーが主題歌として使用された。
- 2008年にはソフトバンクモバイルのコマーシャルソングとして再度谷村のセルフカバーによる音源が使用された。CMは旅情的な雰囲気を前面に出して瀬戸内海地域の映像を多く使用するなど、意図的にJR西日本の「DISCOVER WEST」のCMを連想させるような構成となっている。同音源は同年3月5日にシングルリリースされている。
- 1985年以後、高等学校の音楽教科書にも何度か掲載されており、2002年には中学校の音楽教科書にも掲載された[10]。
- 1970年代の国鉄のシンボル的楽曲の1つとして認識されることが多く、現在でもJRなどでリバイバル列車やさよなら列車が運行される際には、その列車の発車時に流されることが多い。
- 2003年には、国鉄の路線を承継した西日本旅客鉄道（JR西日本）の旅行誘致キャンペーン「DISCOVER WEST」のテーマソングとしてリメイクされている。原曲の歌詞の内容が北への旅路をうたったものであることから、JR西日本の営業地域に合うよう西への旅路を想起させるような新たな歌詞が与えられ、鬼束ちひろの歌唱により『いい日旅立ち・西へ』としてリリースされている。なお同曲は、東海道・山陽新幹線、および九州新幹線を走るJR西日本所属の新幹線車両の車内チャイムとしても使用されている[注釈 1]。

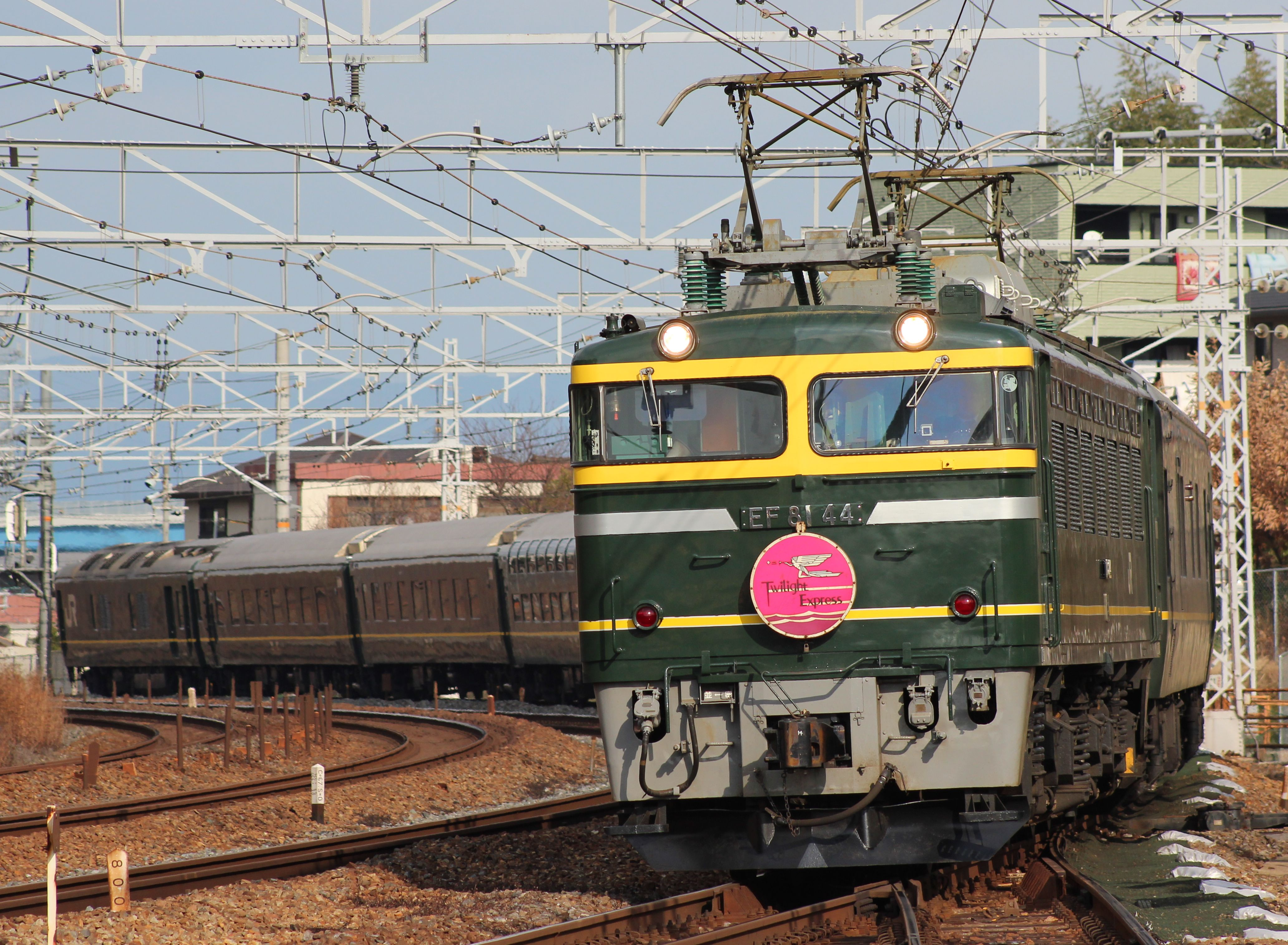
「トワイライトエクスプレス」

- 2015年まで運行されていた寝台特急「トワイライトエクスプレス」では、札幌駅行きの下り列車において、大阪駅発車直後と札幌駅到着直前の車内放送のBGMとして本曲が流れていた（大阪駅発車後に1番、札幌駅到着直前に2番。のちにいずれもインストゥルメンタルバージョンに変更された）。また、同列車では本曲のオルゴールが乗車記念品として販売されていた。
- 2015年3月31日放送の『UTAGE! 春の祭典! 2時間SP』（TBSテレビ）では、谷村が山口の長男である三浦祐太朗と共演し、本曲を披露した[11]。

## 品番
- 1978年11月21日 - EP: 06SH 418（シングル）
- 1989年3月21日 - 8cmCD: 10EH 3184（「Platinum Single SERIES」 片面: 絶体絶命）
- 2004年7月22日 - 8cmCD: MHCL 10042（『二十歳の記念碑 曼珠沙華』 初回紙ジャケ仕様盤）

## 関連作品（山口百恵）
いい日旅立ち
- 曼珠沙華
- Again 百恵 あなたへの子守唄
- 33 SINGLES MOMOE
- 山口百恵ベスト・コレクション
- 百恵復活
- 百恵クライマックス
- 百惠辞典
- 山口百惠ベスト・コレクションII 〜いい日旅立ち〜
- ベスト・セレクション Vol.2
- GOLDEN J-POP/THE BEST 山口百惠
- 2000 BEST 山口百恵 ベスト・コレクション
- GOLDEN☆BEST 山口百恵 PLAYBACK MOMOE part2
- 山口百恵ベスト・コレクション VOL.2
- MOMOE PREMIUM
- Complete MOMOE PREMIUM
- コンプリート百恵伝説
- GOLDEN☆BEST 山口百恵 コンプリート・シングルコレクション

いい日旅立ち（ライブ音源）
- 山口百恵リサイタル -愛が詩にかわる時-
- 伝説から神話へ -BUDOKAN…AT LAST-
- MOMOE LIVE PREMIUM

いい日旅立ち（ニューアレンジ＆ボーカル別テイク）
- 百恵回帰
- コンプリート百恵回帰

スキャンダル（愛の日々）
- 百恵・アクトレス伝説
- 百惠辞典
- MOMOE PREMIUM update
- Complete MOMOE PREMIUM
- コンプリート百恵伝説

## カバーしたアーティスト
※鬼束ちひろのカバーについては「いい日旅立ち・西へ」の項を参照。
- 徳永英明 - アルバム『VOCALIST 2』（2006年）に収録
- 岩崎宏美
- スキマスイッチ
- 夏川りみ
- つるの剛士 - カバー・アルバム『つるのうた2』（2012年）に収録
- I WiSH - アルバム『WISH』、アルバム『The Complete Collection of I WiSH』、トリビュートアルバム『山口百恵トリビュート Thank You For…part2』に収録
- 石川さゆり - スタジオアルバム『春一輪』（1979年）、カバーアルバム『二十世紀の名曲たち・第9集』（2009年）に収録
- 桑田佳祐 - ライブDVD『昭和八十三年度!ひとり紅白歌合戦』（2009年）に収録
- 森山良子
- 高畑充希
- 後藤真希 - アルバム『FS5〜卒業〜』（2004年）に収録
- 中森明菜 - アルバム『歌姫ベスト 〜25th Anniversary Selection〜』（2007年）に収録
- 谷村新司 - 映画『八重子のハミング』主題歌[12]
- 森恵 - アルバム『RE:MAKE1』（2013年）に収録
- 倖田來未
- 秋川雅史 - アルバム『威風堂々』（2005年）に収録
- 岩佐美咲
- 井上あずみ - アルバム『出会いと旅立ちの歌』に収録
- 渡辺美里
- 岩崎良美
- 島津亜矢
- 氷川きよし
- 矢野顕子 - アルバム『音楽堂』（2010年）に収録
- 門倉有希
- 坂本冬美
- 石原詢子
- 相川七瀬 - アルバム「TVアニメ『コンクリート・レボルティオ〜超人幻想〜 THE LAST SONG』COMPOSITE ALBUM」（2016年）に収録
- 梓夕子 - アルバム『全曲集～冬恋かなし～』（2017年）に収録
- alan - シングル『風に向かう花』（2010年）ジャケット C に収録
- 市川由紀乃 - アルバム『市川由紀乃 全曲集 2007～日本歌謡名曲選～』（2007年）に収録
- 五木ひろし - アルバム『平成のDO-YO〜花の歌・愛の歌・心の歌〜』（1997年）に収録
- 伊東ゆかり - アルバム『Touch Me Lightly』に収録
- 大月みやこ - アルバム『愛蔵盤!!大月みやこのすべて』に収録
- 小野リサ - アルバム『旅 そして ふるさと』（2018年）に収録
- オユンナ - アルバム『オユンナII黄砂』に収録
- 柏原芳恵 - アルバム『あなただけ・・・・』（2005年）に収録
- 金子由香利 - アルバム『時は過ぎてゆく・昴』に収録
- キム・ヨンジャ - アルバム『愛の伝説』に収録
- 木山裕策 - アルバム『花 麗しき日本の愛唱歌』（2020年）に収録
- 島倉千代子 - アルバム『オリジナル&フォーク・ヒット特選』に収録
- 貴城けい - 宝塚歌劇団OGによるカバーアルバム『麗人 REIJIN -Showa Era-』（2015年7月1日、ビクターエンターテインメント）に収録[13]
- 田川寿美 - アルバム『田川寿美特選集 花になれ-うめ さくら あやめ あじさい ひがんばな-』に収録
- チョー・ヨンピル - アルバム『スーパー・ベスト』に収録
- 永井みゆき - アルバム『全曲集'95～応援歌でヨイショ』に収録
- 中西保志 - アルバム『メロディーズ』（2009年）に収録
- 中村美律子 - アルバム『ナツメロ100選』（1996年）、『エンカのチカラ -GOLD 70's-』（2009年）に収録
- 倍賞千恵子 - アルバム『倍賞千恵子 日本のこころ』に収録
- 水田竜子 - アルバム『旅うた VOL.3』（2011年）に収録
- 水森かおり - アルバム『水森かおり全曲集〜尾道水道〜』に収録
- 森光子 - アルバム『Mitsuko Mori』に収録
- 山口かおる - アルバム『山口かおる歌謡曲集3 ～VOICE～』（2019年）に収録
- 山本あき - アルバム『あきがたり』（2008年）に収録
- 陳潔霊 - 無言地等（広東語、アルバム『無言地等』に収録）
- GENERAL HEAD MOUNTAIN - アルバム『旅立ちの唄』でロックバージョンで収録
- 城南海 - アルバム『ユキマチヅキ1』（2017年）に収録
- 三浦祐太朗 - アルバム『I'm HOME』（2017年）に収録
- ホセ・コランジェロ楽団 - アルバム『赤い靴のタンゴ』（1989年）に収録
- 海上自衛隊東京音楽隊、三宅由佳莉 （編曲：義野裕明）- アルバム『シング・ジャパン ―心の歌―』（2017年）に収録
- 今陽子 - アルバム『今の季節』（2018年）に収録
- 半﨑美子 - カバーアルバム『うた弁 COVER』（2020年）に収録
- Yellow Studs - カバーアルバム『brand new old days』（2021年）に収録
- 華原朋美 - 『MEMORIES 2 -Kahara All Time Covers-』（2014年）に収録